# Tim Walz
Timothy James Walz (* 6. dubna 1964 West Point, Nebraska) je americký politik, bývalý vysokoškolský pedagog a vysloužilý vojenský poddůstojník. Od roku 2019 také 41. guvernér Minnesoty. Je členem Minnesotské demokratické zemědělské strany práce (DFL). Dříve vystupoval jako nezávislý politik, často je označován za centristu.
V letech 2007 až 2019 byl zástupcem v Kongresu za 1. minnesotský volební obvod. Tento obvod zahrnuje jižní část státu, která se táhne podél celé hranice s Iowou; patří do něj Rochester, Austin, Winona a Mankato. Poprvé byl zvolen v roce 2006, kdy porazil šest let úřadujícího republikána Gila Gutknechta. Byl pětkrát znovu zvolen a působil ve výboru pro zemědělství, výboru pro ozbrojené složky a výboru pro záležitosti veteránů. Působil také v kongresové komisi pro čínské záležitosti.
V březnu 2017 Walz oznámil, že se nebude ucházet o znovuzvolení do Kongresu a místo toho bude kandidovat na post guvernéra Minnesoty. Dne 6. listopadu 2018 byl zvolen, když porazil republikánského kandidáta Jeffa Johnsona, dosavadního komisaře okresu Hennepin County.
Dne 6. srpna 2024 si jej viceprezidentka Kamala Harrisová vybrala jako spolukandidáta do prezidentských voleb 2024, ve kterých ovšem dvojice neuspěla.

## Raný život, vzdělání a vojenská kariéra

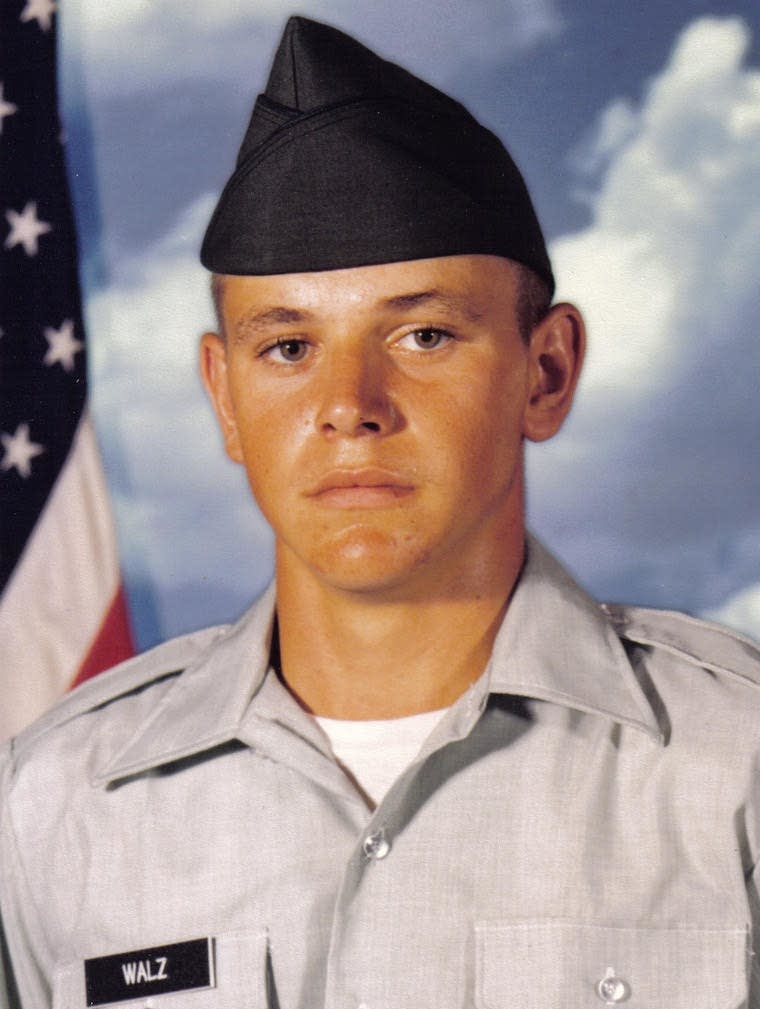
Tim Walz (1981)

Narodil se ve West Pointu ve státě Nebraska do luterské rodiny Darlene Rose (rozené Reiman) a Jamese Fredericka Walzových. Je německého, švédského, lucemburského a irského původu. Syn správce veřejné školy a komunitního aktivisty Walz vyrůstal v Chadronu v Nebrasce, venkovské obci v severozápadní části státu. Získal bakalářský titul v oboru společenských věd na Chadron State College. Své první zkušenosti coby učitele získal v indiánské rezervaci Pine Ridge v Jižní Dakotě. Poté přijal místo učitele ve společnosti WorldTeach v Číně.
V roce 1981 Walz vstoupil do americké Národní gardy, kde sloužil po dobu 24 let. Během své vojenské kariéry působil v Arkansasu, Texasu, v oblastech polárního kruhu, v New Ulmu v Minnesotě a dalších místech. Působil u těžkého dělostřelectva. Několik měsíců byl nasazen v aktivní službě v zahraničí, ačkoli do přímého boje nikdy nasazen nebyl. V roce 1989 získal od Nebrasky titul „Citizen–Soldier of the Year“ (doslovně „Občan–Voják roku“). Ke konci své kariéry Walz dosáhl hodnosti sergeant major, ale v roce 2005 odešel do důchodu jako master sergeant, protože nedokončil kurz na vojenské akademii U.S. Army Sergeants Major Academy. Poté pracoval jako učitel zeměpisu a trenér amerického fotbalu na střední škole Mankato West High School v Mankatu ve státě Minnesota. Walz a jeho žena Gwen vedli společnost Educational Travel Adventures, která doprovázela středoškolské studenty a maturanty na letních vzdělávacích cestách do Číny.

## Sněmovna reprezentantů

### Politické kampaně
V roce 2006 se Walz rozhodl kandidovat do amerického Kongresu. V primárních volbách 12. září 2006 neměl v boji o nominaci DFL žádného protikandidáta. Ve všeobecných primárkách 7. listopadu pak porazil dosavadního guvernéra, republikána Gila Gutknechta, a 3. ledna 2007 se tak ujal úřadu. Po volbách se o Gutknechtovi vyjádřil, že byl „zaskočen“; Gutknecht naopak o Walzovi pronesl, že si „předsevzal, že už se nikdy nenechá takto zaskočit… Od prvního dne se prezentoval jako umírněný politik, vybudoval kancelář zaměřenou na služby voličům a vydobyl si místo neúnavného obhájce veteránů“.
V roce 2008 byl se ziskem 62 % hlasů znovu zvolen a stal se tak teprve druhým nerepublikánem, který v tomto obvodě získal druhé plné funkční období. Třetí funkční období získal v roce 2010, kdy s 50 % hlasů porazil státního zástupce Randyho Demmera. V letech 2012, 2014 a 2016 byl znovu zvolen. Během své kampaně na guvernéra v roce 2018 jej dva vyšší poddůstojníci Minnesotské národní gardy nepravdivě obvinili, že si vymýšlí fakta o své službě a lže o své vojenské hodnosti. Tato obvinění byla ovšem posléze vyvrácena.

### Funkční období

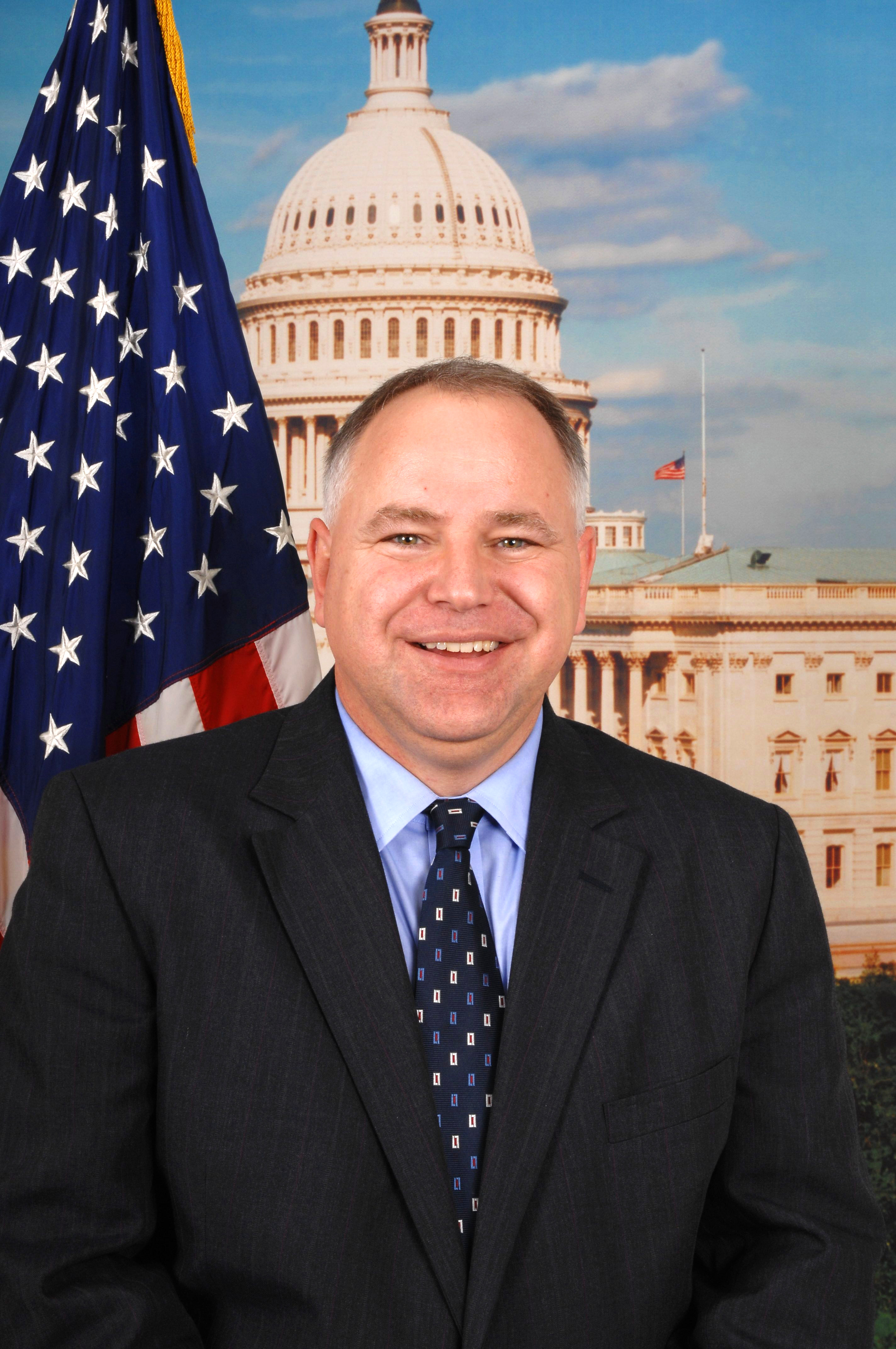
Walzův oficiální portrét

Po složení přísahy se Walz stal nejvýše postaveným vojákem ve výslužbě, který kdy ve Sněmovně reprezentantů působil, a také teprve čtvrtým demokratem/odborářem, který zastupoval svůj obvod. Před ním to byli Thomas Wilson (1887–1889), William Harries (1891–1893) a Tim Penny (1983–1995). Během svého působení v Kongresu patřil Walz k těm, kteří hlasovali pro návrhy zákonů předložené jak republikány, tak demokraty. Svým centrismem a umírněnými postoji si znepřátelil některé liberálnější členy své strany.
Walz působil ve sněmovním zemědělském výboru, výboru pro záležitosti veteránů a výboru pro ozbrojené služby. Spolu s kolegou z Minnesoty, demokratem Keithem Ellisonem, se Walz postavil proti plánu prezidenta George W. Bushe na zvýšení počtu vojáků v Iráku. Během prvního týdne ve funkci zákonodárce Walz spolupodpořil návrh zákona o zvýšení minimální mzdy, hlasoval pro výzkum kmenových buněk, hlasoval pro to, aby zdravotní pojišťovna Medicare mohla vyjednávat o cenách léků, a vyjádřil podporu rozpočtovým pravidlům „pay-as-you-go“, která vyžadují, aby nové výdaje nebo daňové změny nezvyšovaly federální deficit.
I když zastupoval obvod, který obvykle volil republikány, odborníci popisovali Walzovy politické postoje jako umírněné až liberální. Hlasoval proti zákonu o zákazu potratových služeb financovaných z federálního rozpočtu a pro prosazení zákona o dostupné zdravotní péči. Hlasoval také pro pokračování financování vojenských operací v Iráku a Afghánistánu a proti návrhu zákona o programu TARP z roku 2008, který od finančních institucí vykupoval problémová aktiva.
V roce 2012 Walz obdržel hodnocení 100 % od organizace Planned Parenthood, v roce 2011 od ACLU, v letech 2009–2010 od Americké asociace imigračních právníků, v roce 2010 od AFL-CIO, v letech 2009–2010 od Teamsters a v roce 2007 od NOW. Jednociferné hodnocení získal také od National Taxpayers' Union, Citizens against Government Waste, Americans for Tax Reform a Freedom Works. Americká obchodní komora mu v roce 2010 udělila hodnocení 25 %. Walz se umístil na 7. místě v žebříčku nejvíce bipartajních členů Sněmovny reprezentantů během 114. volebního období Kongresu (a nejvíce bipartajním členem z Minnesoty) v rámci Bipartisan Indexu vytvořeného Lugar Centerem a McCourt School of Public Policy, který hodnotí členy Kongresu podle toho, jak často jejich návrhy zákonů přitahují spolupředkladatele z opačné strany politického spektra a jak často spolupředkládají jejich návrhy zákonů.

### Problémy veteránů
Po 24 letech služby v Armádní národní gardě získal jakožto nováček v Kongresu členství ve výboru pro záležitosti veteránů (VA). Od svého nástupu do funkce v roce 2007 se Walz zasazuje o zvýšení výhod pro veterány. V květnu téhož roku Sněmovna reprezentantů jednomyslně schválila jeho zákon „Traumatic Brain Injuries Center Act“, jehož cílem bylo zřídit po celé zemi pět center, která by studovala traumatická poranění mozku a vyvíjela lepší modely péče o veterány trpící tímto druhem zranění.
Walz také podpořil zákon G.I. Bill z roku 2008, který rozšířil výhody vzdělávání pro veterány a v některých případech jim umožnil převést výhody vzdělávání na rodinné příslušníky. V roce 2009 Walz přednesl hlavní projev na národním sjezdu Americké legie v Louisville ve státě Kentucky. Hovořil o tom, že je třeba, aby VA a Ministerstvo obrany spolupracovaly a zajistily, aby se vracející se vojáci a vojačky „při přechodu do civilního života nedostali do úzkých“.
Walz byl hlavním podporovatelem zákona navrhovatele Claye Hunta o prevenci sebevražd amerických veteránů, který nařizuje Ministerstvu pro záležitosti veteránů podávat pravidelné zprávy o probíhajících programech péče o duševní zdraví veteránů a prevence sebevražd. Rovněž dává ministerstvu povolení poskytovat pobídky psychiatrům, kteří se zapojením do tohoto zdravotnického systému souhlasí.

### Finanční krize vroce 2008
Během roku 2008 se Walz opakovaně vyslovoval proti použití peněz daňových poplatníků na záchranu finančních institucí; koncem září hlasoval proti návrhu zákona o programu TARP ve výši 700 miliard dolarů, který od těchto institucí odkoupil problémová aktiva. Walz po schválení zákona vydal prohlášení, v němž uvedl: „Návrh zákona, o němž jsme dnes hlasovali, pomíjí možnosti, pokud jde o náhradu ztrát, které by mohli utrpět daňoví poplatníci. Lituji také, že tento návrh zákona nečiní dost pro pomoc průměrným majitelům domů ani nezajišťuje dostatečný dohled nad Wall Street“. Ze stejných důvodů hlasoval v prosinci 2008 proti návrhu zákona, který nabízel vládní půjčky ve výši 14 miliard dolarů na záchranu velkých amerických automobilových výrobců. V červnu 2009 Walz předložil rezoluci, v níž vyzval federální vládu, aby se „co nejdříve vzdala svých dočasných vlastnických podílů v General Motors a Chrysler Group, LLC“, a prohlásil, že „se vláda nesmí podílet na rozhodnutích týkajících se řízení těchto společností“.

### Ekonomické otázky
Přestože Walz hlasoval proti návrhům zákonů na záchranu velkých bank a automobilek, hlasoval v roce 2009 spolu se svými demokratickými kolegy pro zákon o obnově a reinvesticích. Jako člen sněmovního výboru pro dopravu považoval Walz stimulační zákon za příležitost spolupracovat „se svými kolegy z Kongresu na tom, aby se vytváření pracovních míst prostřednictvím investic do veřejné infrastruktury, jako jsou silnice, mosty a čistá energie, stalo základním kamenem plánu hospodářské obnovy“. Walz se zaměřoval na otázky zaměstnanosti a ekonomické otázky důležité pro jeho obvod na jihu Minnesoty, kde se mísí větší zaměstnavatelé, jako je klinika Mayo, s malými podniky a zemědělskými zájmy. V červenci 2009 hlasoval pro zákon Enhancing Small Business Research and Innovation Act, který označil za „součást našeho dlouhodobého ekonomického plánu na podporu tvorby pracovních míst tím, že povzbudíme americké podnikatele k inovacím směřujícím k průlomovému technologickému pokroku“.

### Oblast vzdělávání
Walz působil přes 20 let jako učitel na státní škole. Hlasoval pro zákon o obnově a reinvesticích (American Recovery and Reinvestment Act) a poukázal na jeho silná ustanovení na podporu budov veřejných škol. Walz se vyslovil za podporu legislativy, která má snížit náklady na školné. V projevu z 12. února 2009 řekl, že „nejdůležitější věcí, kterou je třeba udělat, abychom zajistili pevný základ pro [americkou] ekonomickou budoucnost…, je poskytnout [americkým] dětem co nejlepší vzdělání“. Tuto politiku silně podpořilo mnoho zájmových skupin, včetně Národní asociace vzdělávání, Americké asociace univerzitních žen a Národní asociace ředitelů základních škol.

### Problematika potratů
Walz podporuje právo žen na potrat. Národní výbor pro právo na život mu proto udělil nulové hodnocení.

### Práva LGBT
Walz podporuje práva LGBT, včetně federálních zákonů proti diskriminaci na základě sexuální orientace. Walz hlasoval pro zákon Matthewa Sheparda o zločinech z nenávisti a zákon o zákazu diskriminace na základě sexuální orientace v zaměstnání. V roce 2007 obdržel od organizace Human Rights Campaign, největší národní organizace pro LGBT, známku 90 %. V roce 2011 Walz oznámil, že podporuje zákony o registrovaném partnerství.

## Guvernér státu Minnesota

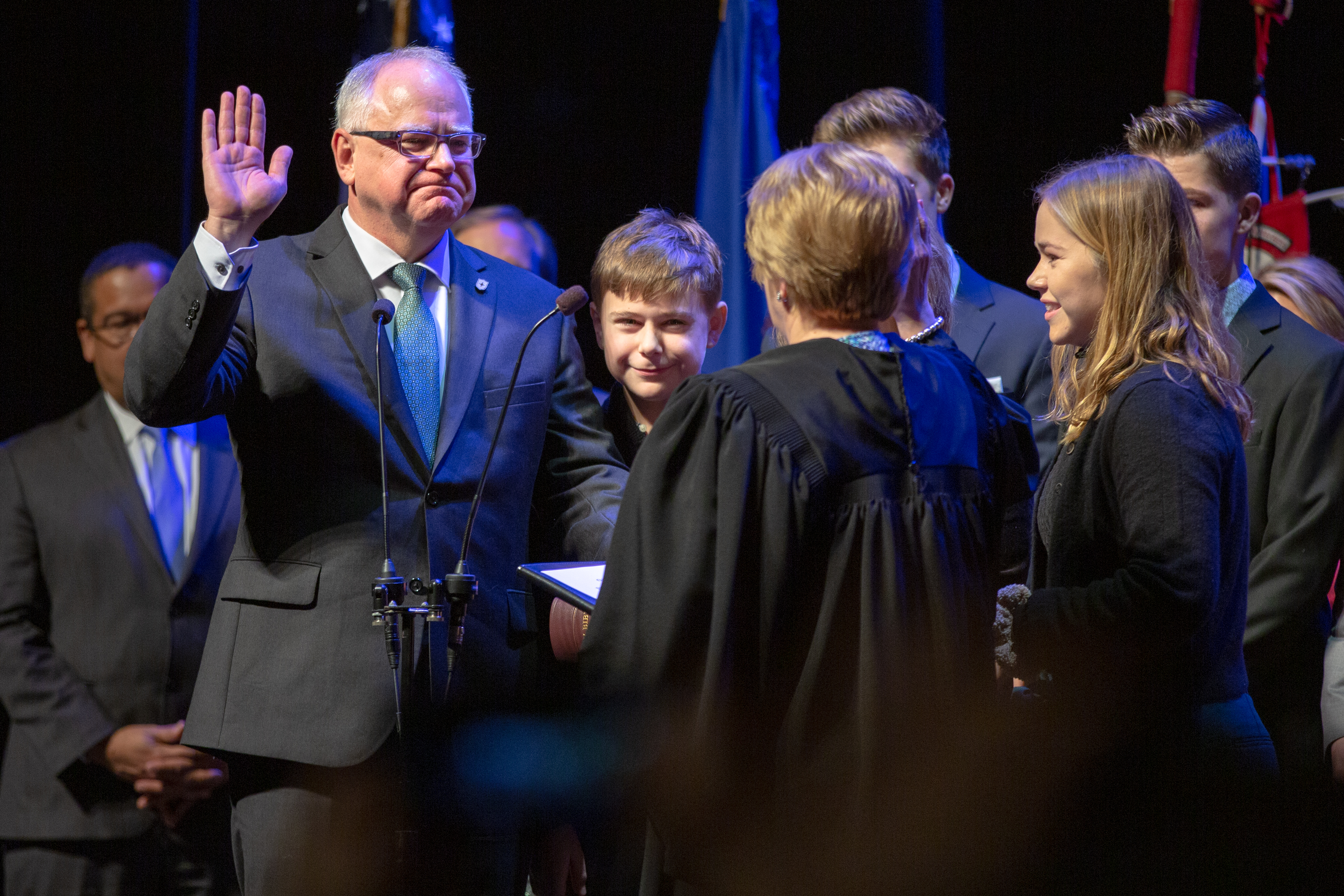
Tim Walz skládá přísahu jako 41. guvernér Minnesoty v divadle Fitzgerald Theater v Saint Paulu.

Walz složil přísahu jako guvernér Minnesoty dne 7. ledna 2019 v divadle Fitzgerald Theater v Saint Paulu. Přísahu složil se spolunastupující viceguvernérkou Peggy Flanaganovou, státním tajemníkem Minnesoty Stevem Simonem, státní auditorkou státu Minnesota Julií Blahovou a generálním prokurátorem státu Minnesota Keithem Ellisonem (všichni demokraté). Walz ve svém inauguračním projevu hovořil o reformě školství a zdravotnictví a slíbil, že „bude umírněným a guvernérem pro všechny obyvatele Minnesoty bez ohledu na stranu“.

### Policejní reforma
Dne 26. května 2020, den po smrti George Floyda, vyslovili Walz spolu s viceguvernérkou Flanaganovou „spravedlnost“ a označili video, na němž minneapoliský policista Derek Chauvin klečí na krku George Floyda, za „znepokojivé“. Walz upřesnil: „Nedostatek lidskosti v tomto znepokojivém videu je odporný. Získáme odpovědi a budeme hledat spravedlnost“.
Walz v reakci na Floydovu vraždu nařídil, aby se minnesotský státní zákonodárný sbor znovu sešel k mimořádnému zasedání, na němž se bude projednávat legislativa týkající se reformy policie a její odpovědnosti. Poté, co reforma policie neprošla na prvním mimořádném zasedání v červnu, se v červenci konalo druhé mimořádné zasedání. Dne 21. července schválil minnesotský státní zákonodárný sbor zásadní zákon o policejní reformě. Nový kompromisní zákon zahrnuje omezený zákaz policistům používat škrticích technik, pokud by nebyli výrazněji ohroženi. Zakazuje starý výcvikový program Warrior, který byl považován za dehumanizující lidi a podporující agresivní chování. Vyžaduje školení policistů pro jednání s lidmi s autismem nebo v duševní krizi a deeskalační školení pro situace, které by se mohly stát výbušnými. A vytváří zvláštní nezávislé oddělení při Úřadu pro vyšetřování trestných činů pro vyšetřování smrtelných střetů s policií a poradní radu pro vztahy s komunitou, která bude konzultovat změny politiky s Radou pro standardy a výcvik policistů. Walz zákon podepsal 23. července.

## Viceprezidentská kandidatura
Walz již od roku 2020 tvořil součást týmu Kamaly Harrisové, roku 2024 se objevily informace o jeho vlastní kandidatuře na viceprezidenta. Viceprezidentským kandidátem se pak oficiálně stal v srpnu 2024, kdy si jej Harrisová krátce po své nominaci vybrala. Dne 2. října 2024 se zúčastnil televizní debaty s viceprezidentským kandidátem Republikánské strany, J. D. Vancem.
Ve volbách nakonec Harrisovou a Walze porazil bývalý prezident Donald Trump spolu se svým spolukandidátem, senátorem J. D. Vancem.